# Itatim
Itatim este un oraș în statul Bahia (BA) din Brazilia.